# بيل هنتر
بيل هنتر (بالإنجليزية: Bill Hunter)‏ (و. 1940 – 2011 م) هو ممثل، وسباح، من أستراليا، ولد في بالارات، توفي عن عمر يناهز 71 عاماً بسبب سرطان الكبد.

## جوائز
حصل على جوائز منها:
- ميدالية الذكرى المئوية.

## وصلات خارجية
- بيل هنتر على موقع IMDb (الإنجليزية)
- بيل هنتر على موقع ألو سيني (الفرنسية)
- بيل هنتر على موقع أول موفي (الإنجليزية)
- بيل هنتر على موقع قاعدة بيانات الأفلام السويدية (السويدية)
- بيل هنتر على موقع قاعدة بيانات الفيلم (الإنجليزية)
- بيل هنتر على موقع كينوبويسك (الروسية)